# Pfarrhaus Kirchenstraße 9
Das ehemalige Pfarrhaus Kirchenstraße 9 (Alte Pfarrei) in der niedersächsischen Stadt Osterholz-Scharmbeck stammt vom ersten Drittel des 18. Jahrhunderts und vom Ende des 19. Jahrhunderts. Derzeit (2025) ist geplant, es für eine andere Nutzung umzubauen.
Das Gebäude steht unter Denkmalschutz (siehe auch Liste der Baudenkmale in Osterholz-Scharmbeck).

## Geschichte und Beschreibung
Schräg gegenüber der ev.-luth. St. Willehadikirche von 1150 befindet sich ein Park mit u. a. dem Gemeindehaus der Kirchengemeinde und dem ehemaligen Pfarrhaus.
Das zweigeschossige verputzte Gebäude in Fachwerk mit ziegelgedecktem Walmdach wurde von 1730 bis 1740 für die ev. St. Willehadikirche gebaut. Ein zweigeschossiger östlicher Anbau mit Satteldach entstand 1892. Der Giebel wurde gestaltet mit umrandeten eckigen Fenstern, Sohlbankgesims, Fensterbedachungen auf Konsolen über den Fenstern im Erdgeschoss, einem Rundfenster und dem Freigespärre. Das Haus steht auf einem parkartigen Grundstück mit altem Baumbestand. Für das Gebäude wurde 2022 gutachterlich dargestellt, welche anderen Nutzungen möglich wären (Gastronomie, Tagungshotel, Kultur- und Kinderhaus, Kindertageshaus, Ärztehaus etc.), wenn die Kirche das Gebäude nach der Fertigstellung eines Begegnungszentrums freizieht.